# HD77609
HD77609 — хімічно пекулярна зоря спектрального класу B9, що має видиму зоряну величину в смузі V приблизно  8,0.
Вона  розташована на відстані близько 1907,3 світлових років від Сонця.

## Пекулярний хімічний склад
Зоряна атмосфера HD77609 має підвищений вміст 
Eu
.